# Europäischer Filmpreis/Beste Kamera
Gewinner und Nominierte des Europäischen Filmpreises in der Kategorie Beste Kamera (Carlo Di Palma European Cinematographer Award) seit der ersten Verleihung im Jahr 1988 (damals als Special Aspect Award ausgelobt). Seit der Preisverleihung 2008 ist die Kategorie dem 2004 verstorbenen italienischen Kameramann Carlo Di Palma gewidmet. In den Jahren 1993 bis 1996 war keine Auszeichnung ausgelobt, während seit 2013 der Preis durch eine Expertenjury als „Exellence Award“ vergeben wird, ohne Bekanntgabe von Nominierungen.
Mit vier Siegen waren bisher britische Kameramänner am erfolgreichsten, gefolgt von ihren Kollegen aus Frankreich und Italien (je 3 Siege). Als erste Kamerafrau konnte sich 2016 die Dänin Camilla Hjelm Knudsen (Unter dem Sand – Das Versprechen der Freiheit) in die Siegerliste einreihen, gefolgt 2021 von ihrer französischen Kollegin Crystel Fournier (Große Freiheit) und der Irin Kate McCullough (The Quiet Girl).
| Statistik (Ohne Publikumspreis)   | Name                 | Anzahl | Jahr                   |
| --------------------------------- | -------------------- | ------ | ---------------------- |
| Häufigste Auszeichnungen          | Anthony Dod Mantle   | 2      | 2003, 2009             |
| Häufigste Nominierungen           | Anthony Dod Mantle   | 4      | 2003, 2005, 2007, 2009 |
| Häufigste Nominierungen ohne Sieg | Javier Aguirresarobe | 2      | 2002, 2004             |
| Häufigste Nominierungen ohne Sieg | José Luis Alcaine    | 2      | 2004, 2006             |
| Häufigste Nominierungen ohne Sieg | Christian Berger     | 2      | 2005, 2009             |
| Häufigste Nominierungen ohne Sieg | Alwin H. Küchler     | 2      | 2005, 2009             |
| Häufigste Nominierungen ohne Sieg | Timo Salminen        | 2      | 2002, 2006             |
| Häufigste Nominierungen ohne Sieg | Marcel Zyskind       | 2      | 2003, 2004             |

Die unten aufgeführten Filme werden mit ihrem deutschen Verleihtitel (sofern ermittelbar) angegeben, danach folgt in Klammern in kursiver Schrift der Originaltitel. Die Nennung des Originaltitels entfällt, wenn deutscher und fremdsprachiger Filmtitel identisch sind. Die Gewinner stehen hervorgehoben an erster Stelle.

## Preisträger und Nominierte (1988–2012)

### 1980er-Jahre
1988
Preis nicht vergeben

1989
Ulf Brantås und Jörgen Persson – Frauen auf dem Dach (Kvinnorna på taket)
- Giorgos Arvanitis – Landschaft im Nebel (Topio stin omichli)
- Sándor Kardos – Eldorado (Eldorádó)
- Krzysztof Ptak – 300 Meilen bis zum Himmel (300 Mil do nieba)
- Jefim Resnikow – Kleine Vera (Malenkaya Vera)

### 1990er-Jahre
1990
Tonino Nardi – Offene Türen (Porte Aperte)
- Pierre Lhomme – Cyrano von Bergerac (Cyrano de Bergerac)
- Göran Nilsson – Der Schutzengel (Skyddsängeln)

1991
Walther van den Ende – Toto der Held (Toto le Héros)

1992
Jean-Yves Escoffier – Die Liebenden von Pont-Neuf (Les Amants Du Pont-Neuf)

1993 – 1996
Preis nicht vergeben

1997
John Seale – Der englische Patient (The English Patient)
- Ron Fortunato – Nil By Mouth
- Tibor Máthé – Die Witman Brüder (Witman Fiúk)

1998
Adrian Biddle – Butcher Boy – Der Schlächterbursche (The Butcher Boy)
- Thierry Arbogast – Schwarze Katze, weißer Kater (Crna mačka, beli mačor)
- Dany Elsen – Le Nain Rouge
- Joseph Vilsmaier – Comedian Harmonists

1999
Lajos Koltai – Die Legende vom Ozeanpianisten (La Leggenda Del Pianista Sull’Oceano) und Ein Hauch von Sonnenschein (Sunshine)
- Yves Cape – L’Humanité (L’humanité)
- Alexei Fjodorow und Anatoli Rodionow – Moloch (Molokh)
- Jacek Petrycki – Reise zur Sonne (Günese Yolculuk)

### 2000er-Jahre
2000
Vittorio Storaro – Goya (Goya En Burdeos)
- Alexander Burow – Die russische Hochzeit (Swadba)
- Eric Guichard und Jean-Paul Meurisse – Himalaya – Die Kindheit eines Karawanenführers (Himalaya – l’enfance d'un chef)
- Agnès Godard – Der Fremdenlegionär (Beau travail)
- Juri Klimenko – Die Baracke (Barak)
- Edgar Moura – Jaime

2001
Bruno Delbonnel – Die fabelhafte Welt der Amélie (Le fabuleux destin d’Amélie Poulain)
- Tamas Babos – Pass (Paszport)
- Éric Gautier – Intimacy
- Frank Griebe – Der Krieger und die Kaiserin
- Rein Kotov – Das Herz der Bärin (Karu Süda)
- Fabio Olmi – Der Medici-Krieger (Il mestiere delle armi)

2002
Paweł Edelman – Der Pianist (The Pianist)
- Javier Aguirresarobe – Sprich mit ihr (Habla con ella)
- Tilman Büttner – Russian Ark (Russkij Kovcheg)
- Frank Griebe – Heaven
- Alwin H. Küchler – Morvern Callar
- Timo Salminen – Der Mann ohne Vergangenheit (Mies vailla menneisyyttä)
- Ivan Strasburg – Bloody Sunday

2003
Anthony Dod Mantle – Dogville und 28 Days Later
- Tom Fährmann – Das Wunder von Bern
- Bogumił Godfrejów – Lichter
- Chris Menges – Kleine schmutzige Tricks (Dirty Pretty Things)
- Italo Petriccione – Ich habe keine Angst (Io non ho paura)
- Marcel Zyskind – In This World – Aufbruch ins Ungewisse (In This World)

2004
Eduardo Serra – Das Mädchen mit dem Perlenohrring (Girl with a Pearl Earring)
- Javier Aguirresarobe – Das Meer in mir (Mar adentro)
- José Luis Alcaine – La mala educación – Schlechte Erziehung (La mala educación)
- Lajos Koltai – Being Julia
- Alwin H. Küchler und Marcel Zyskind – Code 46
- Andreas Sinanos – Trilogie: Die Erde weint (Trilogia - To Livadi Pou Dakrizi)

2005
Franz Lustig – Don’t Come Knocking
- Christian Berger – Caché
- Bruno Delbonnel – Mathilde – Eine große Liebe (Un long dimanche de fiançailles)
- Anthony Dod Mantle – Manderlay
- Ryszard Lenczewski – My Summer of Love
- Gyula Pados – Fateless – Roman eines Schicksallosen (Sorstalanság)

2006
Barry Ackroyd – The Wind That Shakes the Barley
- José Luis Alcaine – Volver – Zurückkehren (Volver)
- Roman Osin – Stolz und Vorurteil (Pride & Prejudice)
- Timo Salminen – Lichter der Vorstadt (Laitakaupungin valot)

2007
Frank Griebe – Das Parfum – Die Geschichte eines Mörders
- Anthony Dod Mantle – Der letzte König von Schottland – In den Fängen der Macht (The Last King of Scotland)
- Michail Kritschman – The Banishment (Изгнание; Isgnanije)
- Fabio Zamarion – Die Unbekannte (La sconosciuta)

2008
Marco Onorato – Gomorrha – Reise in das Reich der Camorra (Gomorra)
- Luca Bigazzi – Il Divo
- Óscar Faura – Das Waisenhaus (El orfanato)
- Sergei Trofimow und Rogier Stoffers – Der Mongole (Монгол)

2009
Anthony Dod Mantle – Antichrist und Slumdog Millionär (Slumdog Millionaire)
- Christian Berger – Das weiße Band – Eine deutsche Kindergeschichte
- Maxim Drosdow und Alischer Chamidchodschajew – Bumazhnyy soldat
- Stéphane Fontaine – Ein Prophet (Un prophète)

### 2010er-Jahre
2010
Giora Bejach – Lebanon (לבנון)
- Caroline Champetier – Von Menschen und Göttern (Des hommes et des dieux)
- Pawel Kostomarow – How I Ended This Summer (Как я провёл этим летом)
- Barış Özbiçer – Bal – Honig (Bal)

2011
Manuel Alberto Claro – Melancholia
- Fred Kelemen – Das Turiner Pferd (A Torinói ló)
- Guillaume Schiffman – The Artist
- Adam Sikora – Essential Killing

2012
Sean Bobbitt – Shame
- Bruno Delbonnel – Faust (Фауст)
- Darius Khondji – Liebe (Amour)
- Gökhan Tiryaki – Once Upon a Time in Anatolia (Bir Zamanlar Anadolu’da)
- Hoyte van Hoytema – Dame, König, As, Spion (Tinker Tailor Soldier Spy)

## Gewinner des Jurypreises (ab 2013)
| Jahr | Preisträger                   | Filmtitel                                                    |
| 2013 | Asaf Sudry                    | An ihrer Stelle (Lemale et Ha'chalal)                        |
| 2014 | Łukasz Żal Ryszard Lenczewski | Ida                                                          |
| 2015 | Martin Gschlacht              | Ich seh, Ich seh                                             |
| 2016 | Camilla Hjelm Knudsen         | Unter dem Sand – Das Versprechen der Freiheit (Under Sandet) |
| 2017 | Michail Kritschman            | Loveless (Нелюбовь)                                          |
| 2018 | Martin Otterbeck              | Utøya 22. Juli (Utøya 22. juli)                              |
| 2019 | Robbie Ryan                   | The Favourite – Intrigen und Irrsinn (The Favourite)         |
| 2020 | Matteo Cocco                  | Hidden Away (Volevo nascondermi)                             |
| 2021 | Crystel Fournier              | Große Freiheit                                               |
| 2022 | Kate McCullough               | The Quiet Girl                                               |
| 2023 | Rasmus Videbæk                | Bastarden                                                    |
| 2024 | Benjamin Kračun               | The Substance                                                |